# アーリー郡 (ジョージア州)
アーリー郡（Early County）は、アメリカ合衆国ジョージア州にある郡である。人口は1万1008人（2010年）。郡庁所在地はブラケリーである。

## 地理
アメリカ合衆国統計局によると、この郡は総面積1,337 km2 (516 mi2) である。このうち1,324 km2 (511 mi2) が陸地で13 km2 (5 mi2) が水地域である。総面積の0.98%が水地域となっている。

## 人口動勢
2000年現在の国勢調査で、この郡は人口12,354人、4,695世帯、及び3,295家族が暮らしている。人口密度は9/km2 (24/mi2) である。4/km2 (10/mi2) の平均的な密度に5,338軒の住宅が建っている。この郡の人種的な構成は白人50.28%、アフリカン・アメリカン48.14%、先住民0.20%、アジア0.19%、太平洋諸島系0.06%、その他の人種0.36%、及び混血0.78%である。ここの人口の1.23%はヒスパニックまたはラテン系である。
この郡内の住民は28.70%が18歳未満の未成年、18歳以上24歳以下が7.80%、25歳以上44歳以下が25.90%、45歳以上64歳以下が21.90%、及び65歳以上が15.70%にわたっている。中央値年齢は36歳である。女性100人ごとに対して男性は87.10人である。18歳以上の女性100人ごとに対して男性は80.60人である。
この郡内の世帯ごとの平均的な収入は25,629米ドルであり、家族ごとの平均的な収入は31,215米ドルである。男性は26,458米ドルに対して女性は17,277米ドルの平均的な収入がある。この郡の一人当たりの収入 (per capita income) は14,936米ドルである。人口の25.70%及び家族の22.20%は貧困線以下である。全人口のうち18歳未満の37.20%及び65歳以上の20.10%は貧困線以下の生活を送っている。

## 都市及び町
- ブラケリー (Blakely)
- ダマスカス (Damascus)
- ジャーキン (Jakin)